# استانیسلاو گریگا
استانیسلاو گریگا (اسلواکی: Stanislav Griga؛ زادهٔ ۴ نوامبر ۱۹۶۱) بازیکن سابق و مربی فوتبال اهل اسلواکی است.
از باشگاه‌هایی که در آن بازی کرده‌است می‌توان به دوکلا پراگ، باشگاه فوتبال اسپارتا پراگ، باشگاه فوتبال ژیلینا، باشگاه فوتبال راپید وین، و باشگاه فوتبال فاینورد اشاره کرد.
وی همچنین در تیم ملی فوتبال چکسلواکی بازی کرده‌است.